# Boissonneaua flavescens
Boissonneaua flavescens là một loài chim trong họ Trochilidae. Loài này được tìm thấy ở Colombia, Ecuador và Venezuela.

## Hình ảnh

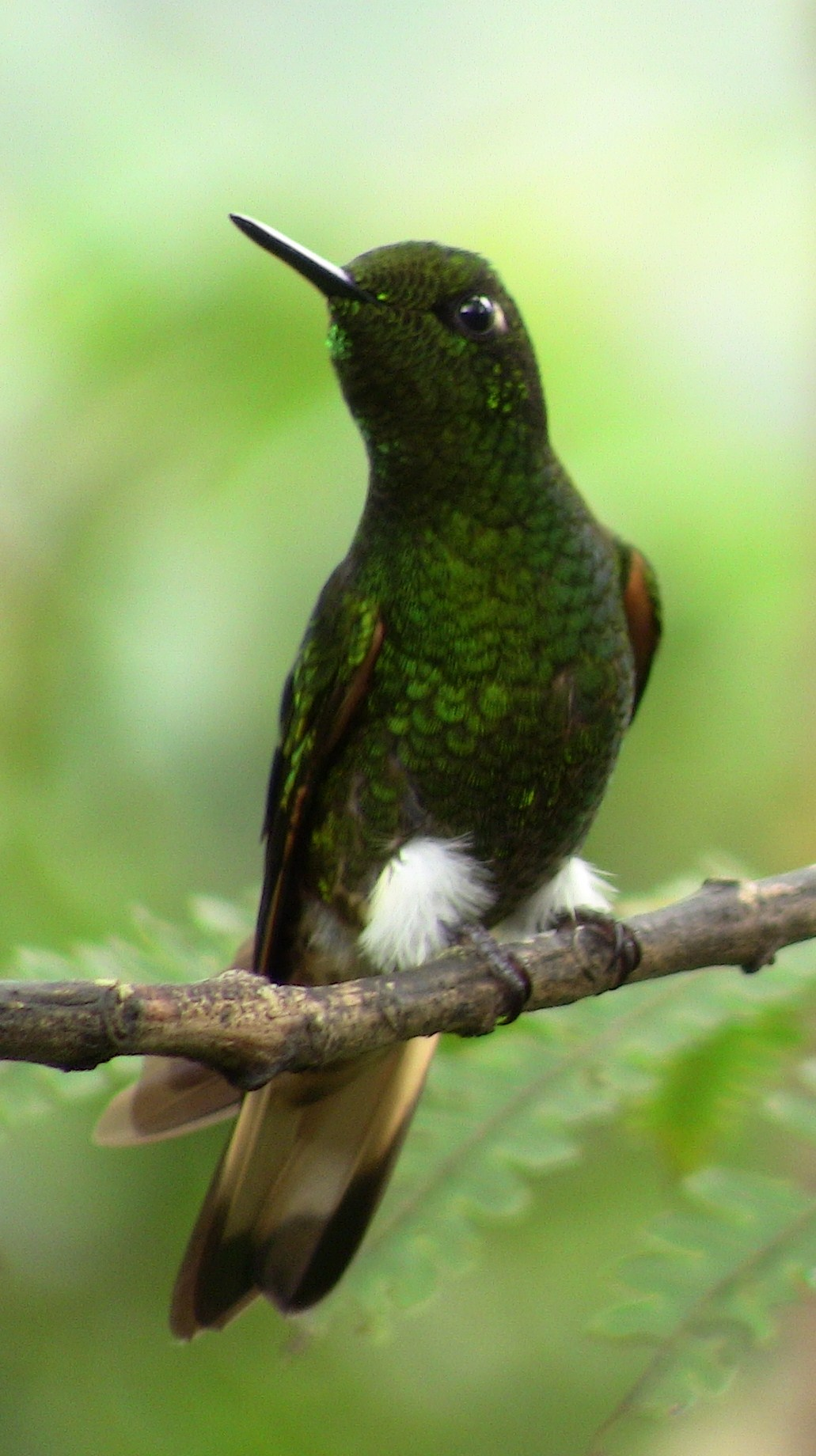
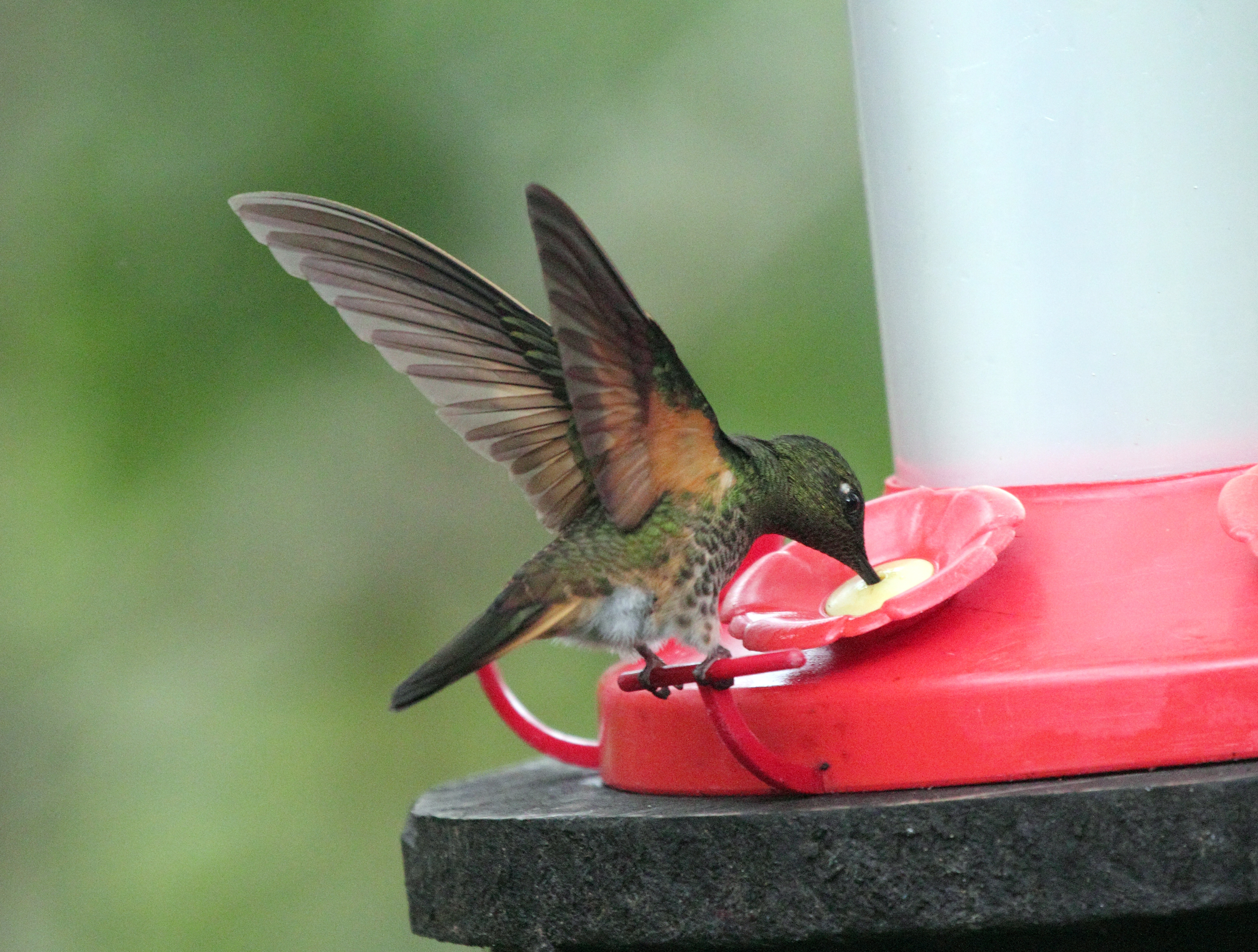